# Korenica
Korenica ist eine Ortschaft am Westrand der Ebene Koreničko polje in der kroatischen Gespanschaft Lika-Senj. Sie liegt in der Gemeinde Plitvička Jezera in der historischen Region Lika. Die Ortschaft liegt 660 m über dem Meeresspiegel. Korenica ist ein Durchfahrtsort und liegt an einer bedeutenden Straßenkreuzung in der Nähe der Plitvicer Seen.
Nach Ende des Zweiten Weltkrieges wurde die Ortschaft umbenannt in Titova Korenica. Diese Umbenennung wurde 1991 nach der staatlichen Unabhängigkeit Kroatiens wieder rückgängig gemacht. Bis 1995 stand Korenica unter Kontrolle der international nicht anerkannten Republik Serbische Krajina.
Im ehemaligen Jugoslawien stellte (Titova) Korenica eine eigene Gemeinde dar, welcher die Gemeinden Plitvička jezera und Udbina unterstellt waren. Seit 1997 ist Korenica keine eigenständige Gemeinde mehr, sondern Sitz der zusammengelegten Gemeinde Plitvička jezera.
Die meisten Bewohner leben von der Landwirtschaft oder vom Tourismus und sind größtenteils im Nationalpark Plitvicer Seen beschäftigt.
Korenica ist auch die Ausgangsstation für Wanderungen ins Plješevica-Gebirge.